# Günterscheid
Günterscheid ist ein Ortsteil der Ortsgemeinde Windhagen im rheinland-pfälzischen Landkreis Neuwied. Der Ortsteil hatte am 31. Dezember 2022 140 Einwohner.

## Geographie
Günterscheid liegt zwei Kilometer südöstlich des Ortszentrums von Windhagen auf einem von Westen nach Osten zu einem linken Zufluss des Elsaffer Bachs abfallenden Gelände. Der Zufluss durchfließt das sogenannte Appental und wird nördlich von Günterscheid in Teichen gestaut, ein bachbegleitender Erlenwald ist hier als Biotopkomplex ausgewiesen. Die Ortschaft umfasst Höhenlagen zwischen 210 und 250 m ü. NHN. Zu den nächstgelegenen Ortschaften gehören Dinkelbach im Osten, Unterelsaff im Südosten, Mittel- und Oberelsaff im Süden (alle Ortsgemeinde Neustadt (Wied)) sowie Hohn im Westen. Durch Günterscheid verläuft die Kreisstraße 26 (Landesgrenze Richtung Rottbitze – Hallerbach – Unterelsaff).

## Geschichte
Der Ortsname Günterscheid wurde als „Ansiedlung von Gegunten“ gedeutet, mittelalterliche Grundherren, die als Freie keinen Abgaben unterworfen waren. Die mundartliche Bezeichnung des Ortes lautet „Jönnich“. Günterscheid gehörte zur Honnschaft Rederscheid (früher auch als Hohner Honschaft bezeichnet) im Kirchspiel Windhagen und unterstand der Verwaltung des kurkölnischen Amtes Altenwied. Urkundlich in Erscheinung trat der Ort 1660 unter dem Namen Gunnerscheidt bei einer Inventur im Amt Altenwied, als hier drei Häuser gezählt wurden.
In preußischer Zeit (ab 1815) blieb Günterscheid ein Teil der Honnschaft, später Gemeinde Rederscheid, seit 1823 im Verwaltungsbezirk der Bürgermeisterei Asbach. Noch Ende des 19. Jahrhunderts war der Ort unter dem Namen Günderscheid verzeichnet. Ab 1892 gehörte Günterscheid zum Zustellbereich der Postagentur Vettelschoß, 1931 erhielt es eine eigene Poststelle der Klasse II im Bezirk des Postamts Asbach. 1953 wurde die Poststelle dem Postamt Linz zugeordnet. 1961 kam es zum Ausbau der Günterscheider Ortsdurchfahrt (K 26). Im Rahmen der rheinland-pfälzischen Verwaltungs- und Gebietsreform wurde Günterscheid am 7. November 1970 mit der Gemeinde Rederscheid in die Gemeinde Windhagen eingegliedert. Die zur vormaligen Gemeinde Rederscheid gehörende Gemarkung blieb bestehen. Als Folge der kommunalen Neugliederung wurde die Poststelle in Günterscheid 1973 aufgelöst.
1979 wurde Günterscheid an das Gasversorgungsnetz angeschlossen. Nordöstlich der Ortschaft entstand zwischen 1999 und 2001 der Günterscheidtunnel der Eisenbahn-Schnellfahrstrecke Köln–Rhein/Main.
Einwohnerentwicklung
| Jahr | Einwohner |
| ---- | --------- |
| 1816 | 33        |
| 1828 | 36        |
| 1843 | 47        |
| 1885 | 47        |
| 1910 | 49        |
| 1987 | 84        |